# Dana (1980)
Pour les articles homonymes, voir Dana.
Le Dana (IV) est le principal navire de recherche danois. Construit à l'origine pour le Danish Fisheries and Marine Research (DIFRES) , il a été transféré au National Institute of Aquatic Resources  de l'Université technique du Danemark en 2007.

## Historique
Le navire est construit, en tant que chalutier hauturier au chantier naval Aarhus Flydedok (en) à Aarhus.
Il est entièrement équipé d'installations de pêche et de recherche hydrographique. Ces principaux domaines d’activité sont la mer Baltique, la mer du Nord et le Groenland.
Il a remplacé le Dana III mis en service en 1937.

## Galerie

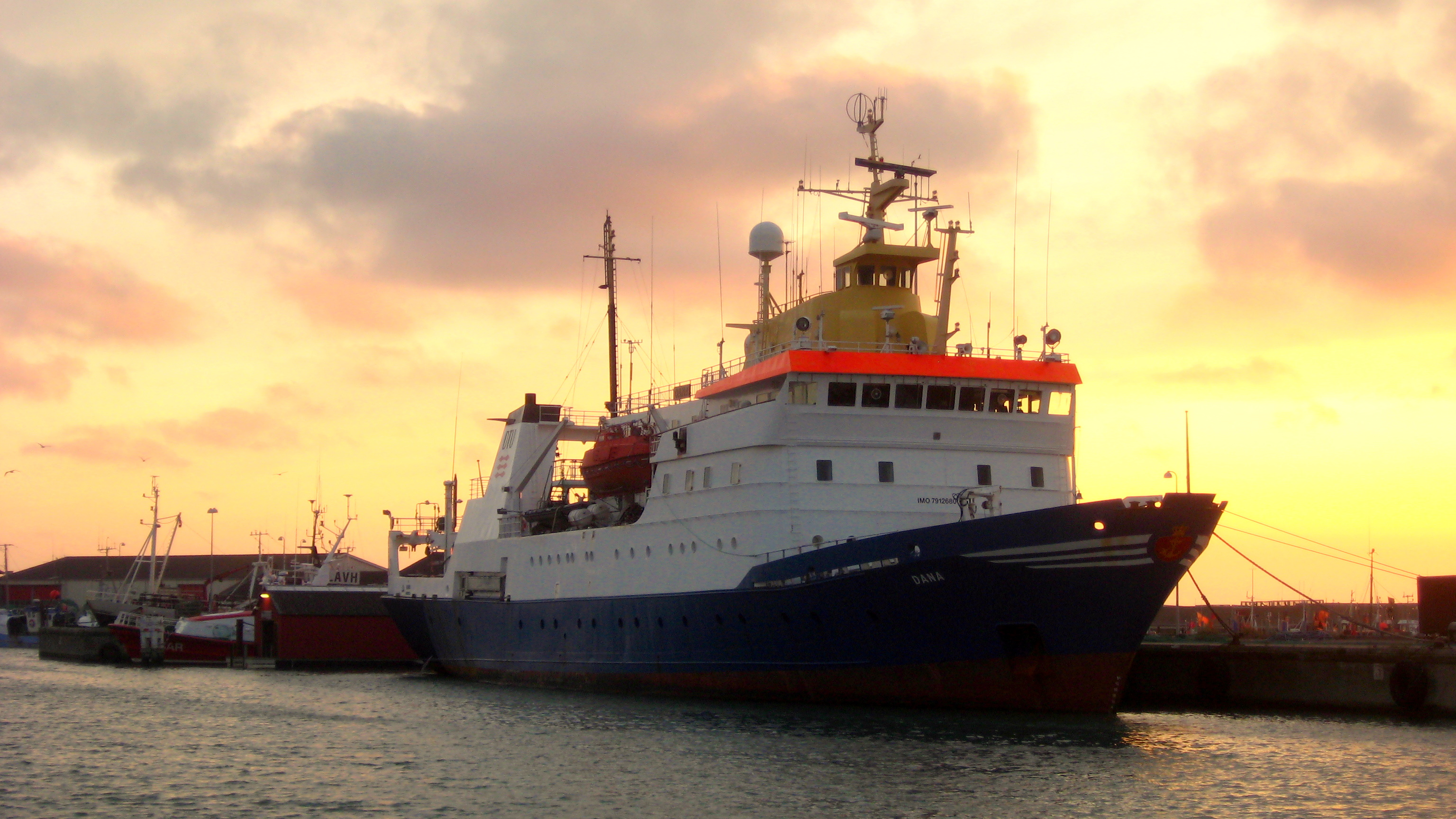
RV Dana
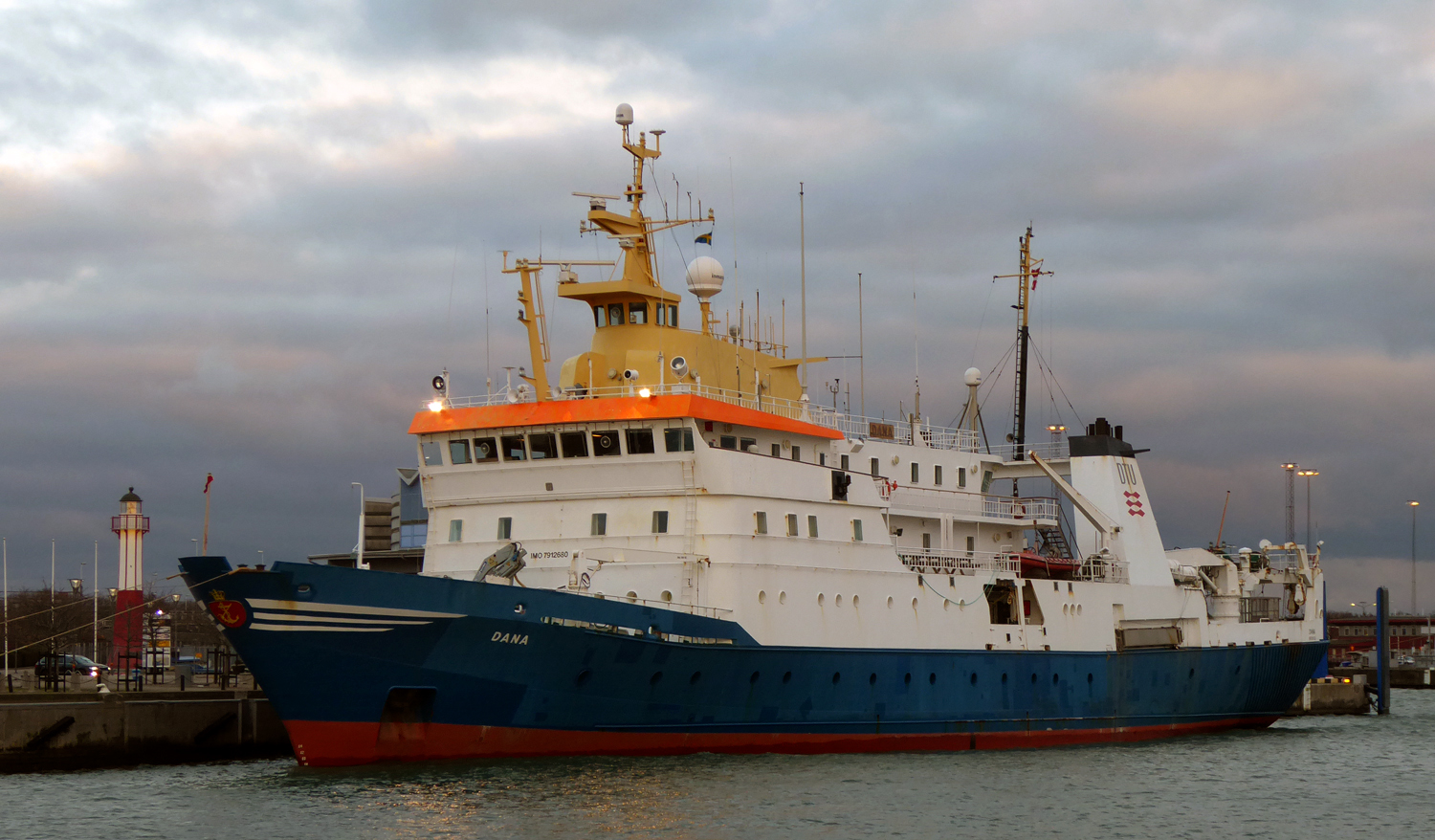
RV Dana

### Note et référence
1. ↑  Danish Institute for Fisheries Research
2. ↑  National Institute of Aquatic Resources - Université Technique du Danemark

- (en) Cet article est partiellement ou en totalité issu de l’article de Wikipédia en anglais intitulé « Dana (1980) » (voir la liste des auteurs).